# Kim Brennan
Kim Brennan, född Kimberley Crow den 9 augusti 1985 i Melbourne i Australien, är en australisk roddare och olympisk mästare. Hon är den första australiensiska kvinnan som vunnit världscupen i damernas singelsculler.

## Rodd
Brennan började ro år 2005 efter att en benskada satt stopp för hennes karriär inom häcklöpning. Hon kommer från en sportintresserad familj, och hennes pappa Max Crow var framgångsrik inom Australisk fotboll. Hon ror för Melbourne University Boat Club. Hon har varit framgångsrik såväl nationellt som internationellt, och har bland annat vunnit singelsculler i australiska mästerskapen tre gånger.

### Olympiska spelen
Brennan har deltagit i de olympiska spelen tre gånger. Hon kom fyra i b-finalen i damernas tvåa tillsammans med Sarah Cook under OS i Peking 2008. Under OS i London 2012 vann hon silver i dubbelsculler tillsammans med Brooke Pratley, och fick brons i singelsculler. Hon ledde finalen i singelsculler från början till slut under OS i Rio 2016, och vann guld. 

### Världscupen
Brennan har vunnit flera medaljer i världscupen. Bland annat var hon med i damernas åtta som tog brons 2006, och vann silver tillsammans med Kerry Hore i dubbelsculler 2010 och 2011. År 2015 blev hon första australiensiska mästaren i damernas singelsculler, någonting som hon upprepade 2016.

## Privatliv
Brennan är utbildad jurist, och skriver regelbunder krönikor för dagstidningen The Age. Hon är gift med roddaren Scott Brennan. Utanför rodden har hon blivit känd som en frispråk kritiker kring förutsättningarna för damidrott. Hon är även med i Australian Olympic Committee.